# Gabes Way
Gabes Way (Kiss Gábor) (Székesfehérvár, 1976. augusztus 6. –)[forrás?] magyar író, költő.

## Pályája
Gabes Way (Kiss Gábor) Székesfehérváron született és azóta is ott él és alkot. Középiskolai tanulmányait a Váci Mihály Szakközépiskolában végezte. Diplomáját a Dunaújvárosi Egyetemen szerezte, műszaki menedzser szakon. Több mint 22 éve dolgozik méréstechnikusként. 7 éves kora óta kíséri életét a labdarúgás, először, mint versenysport, később, mint hobbisport. 1985 óta igazolt labdarúgó. 
Gyermekkorától foglalkozik írással. Első könyve (Élet!? a kirakat mögött) 2002-ben jelent meg saját kiadásban egy székesfehérvári nyomda segítségével. 2006-ban a budapesti Lírikusok irodalmi műhely tagja lesz. Itt már tanulja is az írás művészetét és nem csak ösztönből ír. Közel 10 évig, azaz 2015-ig marad az irodalmi műhely kötelékében. Ezen idő alatt további 4 kötete jelent meg a műhely gondozásában[forrás?]. 2016-tól azonban elválnak az útjaik és egy kis budapesti kiadóhoz, a GARBO kiadóhoz szerződik. 2024 év végéig további 8 kötete jelenik meg a kiadó gondozásában[forrás?]. 
Sok műfajban próbálta ki magát. Könyvei között találhatóak verses, novellás, fantasy novellás kötetek, mesék, és egy fantasy regény is. A tizedik, best of kötetében egy egyfelvonásos színdarab is kiadásra kerül.  

## Művészetéről
2002-2008. Kezdetben a klasszikus szépirodalom területén alkotott. Az ekkor született versei leginkább az őt ért impulzusokból íródnak. 2006-tól a Lírikusok irodalmi műhelyében, Putnoki A. Dávid a műhely vezetője segítette. Harmadik kötetétől, - ami egy továbbgondolt kis herceg történet - megjelenik művészetében a bohóc motívuma, ami innentől napjainkig végigkíséri írásait. És egyik kedvenc karakterének, a Kis Hercegnek az alakja is többször felfedezhető műveiben. 
2009-2015 között munka mellett egyetemi tanulmányait is végzi, így az alkotás kissé háttérbe szorult. Ezen időszakban csak két könyve jelenik meg. A 2015-ben megjelent Csoki, Chili, Lime verseskötetet már saját maga szerkesztette és a könyv megjelenése alkalmából tartott könyvbemutató forgatókönyvét is önmaga írta és rendezte. Az ötödik kötet megjelenése után elválnak a műhely és a költő útjai. 
2017-2024 között a budapesti GARBO kiadóhoz került, ahol szabad kezet kapott az alkotásban, itt kezdett igazán kialakulni saját stílusa. A fantasy műfajban kezdett el írni. 2017-ben megjelent a Nyúl a metróban kötete. Ebben a könyvben megjelentek a másik kedvenc meséjének (Aliz csodaországban) karakterei is. Hatodik kötetének a borítóját is saját maga készítette el. Ezen könyv megjelenése után a következő kötetben újra visszatért a versíráshoz. A hetedik kötete a Félezer címet kapta, utalva az ekkor nyomtatásban megjelent 500. versére. Érdekessége a kötetnek, hogy a borítója az egyik tetoválásából készült és maga a tetováló művész, Gerstenbrein Richard Gergely készítette el, ahogy a kötet belső illusztrációit is. Később is dolgoztak még együtt, a kilencedik kötet, a Budapest Sehol borítóján.     
Nyolcadik kötetében, ami egy egész könyves mese és kilencedik könyvében, ami egy fantasy regény a valóságot keveri a képzelettel. Nyelvezete modern, gördülékeny, a jól olvashatóság fontos szempont volt ezekben az írásokban. Karaktereit legtöbbször családtagjairól, barátiról, ismerősiről mintázta, ezzel téve egyedivé a történeteket. A mese különlegessége még, hogy illusztrációit egytől-egyig gyerekek készítették.  
Tizedik könyve egy amolyan best of kötet volt, ami összefoglalta az első húsz alkotói évét. Zömében új írásokat tartalmazott, de volt benne pár különleges, amolyan felújított vers is. Ebben a kötetben minden műfajból találhattunk írásokat: versek, novellák, párbeszédes novellák, fantasy írás, és egy egy felvonásos színdarab is szerepel a könyvben.  
A következő három kötete verses kötet. Ezekben őt idézve: „ha kicsit későn is, de végre megtaláltam az igazi stílusom.” Sorrendben a Bohóc két arca, Rajzoltam Neked egy bárányt, és a Low Budget cirkusz címet viselik. A következő kötete 2024 novemberében jelent meg.
Költészetére jellemző a mai, szókimondó, őszinte stílus és az egyedi költői képek. Ugyanakkor szeret a hétköznap emberének alkotni, hogy verseit mindenki megértse és megtalálja benne önmagát. Ahogy mondani szokta, versivel szeret bosszantani, szemet felnyitni, megnevettetni, néha megríkatni, és sokszor elgondolkodtatni is. Tükröt és görbetükröt állítva felhívni a figyelmet mai, fontos dolgokra. Ironikus és önironikus hangvételben alkotni. Fontosnak tartja kiemelni azt is, hogy soha nem célja bárki bántása, csak a figyelmet akarja felhívni egy-egy általa fontosnak gondolt problémára. Nem titkolt célja a fiatalok felé történő nyitás. Olyan verseket alkotni, amelyek az ifjabb generáció számára is visszahozhatják az olvasás szeretetét.

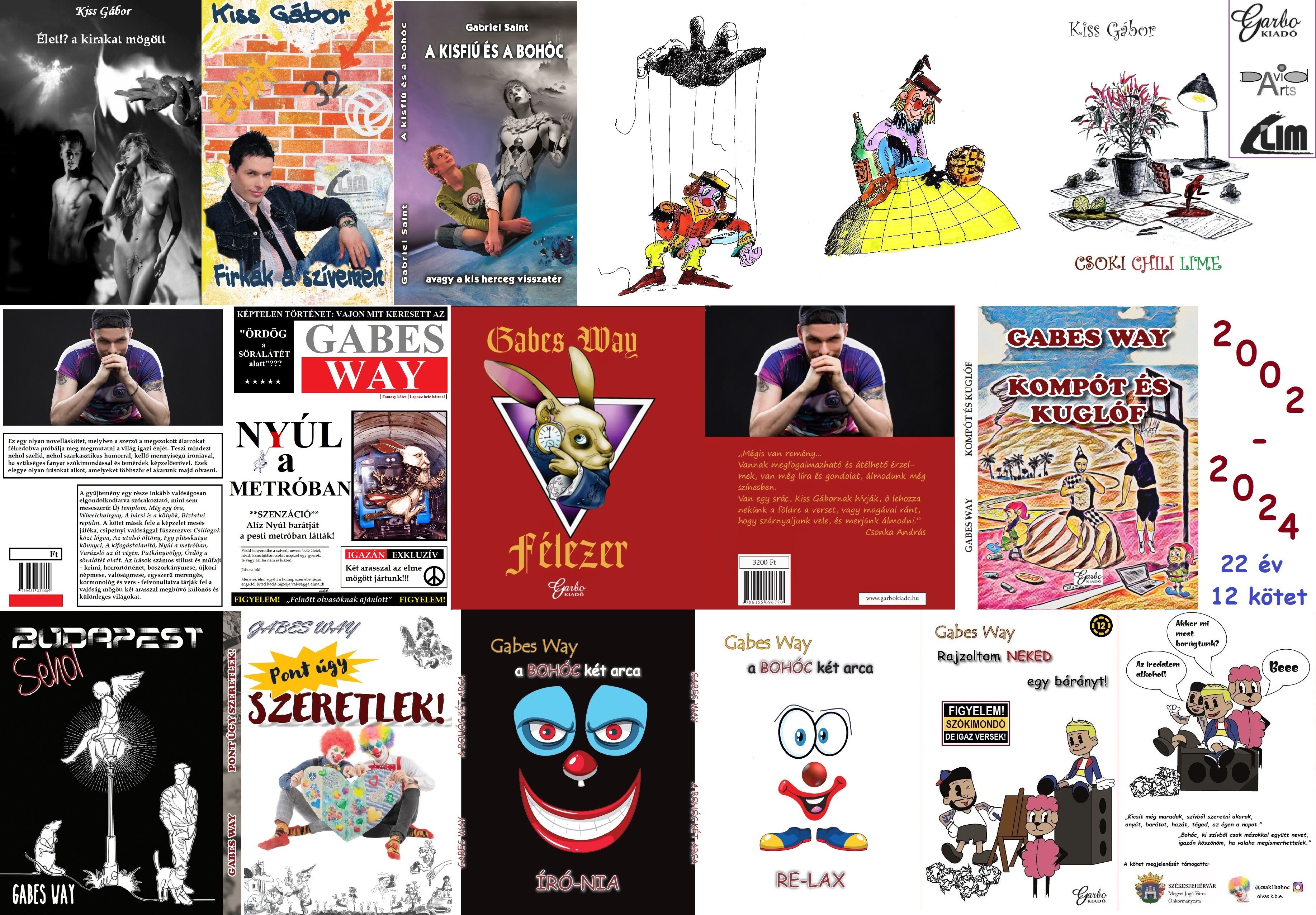
Könyvborítók

2024 év végéig közel 1200 verse jelent meg nyomtatásban. A 2024-es könyvének impresszumában megjelent rövid hitvallása a következő: „Az élet egy fura játék. Néha fogaz, néha szopat, néha cuki és csak csikiz.”
Fontos szempontja, hogy könyvei „kirántsák” az olvasót a mindennapi sodrásból és ha csak pár órára is, de ki tudják kapcsolni.   
Néha kipróbálta magát idegen terepen is: írt dalszövegeket, és Balázs Nándor zeneszerző barátjával terveznek egy musicalt is, melynek szövegkönyvét 2025-ben befejezte. 
Szülővárosa, Székesfehérvár a kezdetektől mellette áll, és több kötete kiadásában is segédkezik, mint főtámogató.  

## Bibliográfia

### Könyvei

#### Szerzői és irodalmi műhely általi kiadás
- Élet!? a kirakat mögött (2002, Magánkiadás, ISBN 963-430-143-6)
- Firkák a szívemen (2008, Lírikusok irodalmi műhely, ISBN 978-963-87851-0-7)
- A kisfiú és a bohóc (2008, Lírikusok irodalmi műhely, ISBN 978-963-06-6025-9)
- Bohócvilág - Bohócszemmel (2012, David Arts irodalmi műhely, ISBN 978-963-08-5123-7)
- Csoki, chili, lime (2015, Magánkiadás, ISBN 978-963-12-3660-6)

#### A GARBO kiadó gondozásában
- Nyúl a metróban (2017, GARBO Kiadó, ISBN 978-615-5696-19-0)
- Félezer (2019, GARBO Kiadó, ISBN 978-615-5696-77-0)
- Kompót és Kuglóf (2021, GARBO Kiadó, ISBN 978-615-6292-09-4)
- Budapest sehol (2021, GARBO Kiadó, ISBN 978-615-6292-15-5)
- Pont úgy szeretlek! (2022, GARBO Kiadó, ISBN 978-615-6292-24-7)
- A bohóc két arca (2023, GARBO Kiadó, ISBN 978-615-6292-35-3)
- Rajzoltam NEKED egy bárányt! (2024, GARBO Kiadó, ISBN 978-615-6292-47-6)
- Low Budget Cirkusz (2024, GARBO Kiadó, ISBN 978-615-6292-56-8)

#### Videók
- Fehérvári beszélgetések 5. - Vakler Lajossal
- Fehérvári beszélgetések 4. - Vakler Lajossal
- Fehérvári beszélgetések 3. - Vakler Lajossal
- Fehérvári beszélgetések 2. - Vakler Lajossal
- Fehérvári beszélgetések 1. - Vakler Lajossal
- Alcoa magazin 2021

#### Podcastok
- Feol Podcast 3. – Vendégünk Kiss Gábor, író
- Feol Podcast 2. – Vendégünk Kiss Gábor, író
- Feol podcast 1.: Kiss Gábor fehérvári szerzővel beszélgettünk

#### Dalok - dalszövegek
- Magyar Gréta - Másik világ
- Balogh Luca - Élünk